# Гарманець (село)
Гарманєц (словац. Harmanec) — село, громада округу Банська Бистриця, Банськобистрицький край. Кадастрова площа громади — 7.76 км².
Населення 839 осіб (станом на 31 грудня 2020 року).

## Історія
Гарманєц згадується 1540 року.

## Населення
| Рік:            | 1994. | 2004.   | 2014.   | 2024.   |
| --------------- | ----- | ------- | ------- | ------- |
| Кількість осіб: | 944   | 918     | 869     | 827     |
| Різниця:        |       | -2,75 % | -5,33 % | -4,83 % |

| Рік:            | 2023. | 2024.   |
| --------------- | ----- | ------- |
| Кількість осіб: | 840   | 827     |
| Різниця:        |       | -1,54 % |